# Пшецлавиці (Тшебницький повіт)
Пшецлавиці (пол. Przecławice) — село в Польщі, у гміні Оборники-Шльонські Тшебницького повіту Нижньосілезького воєводства.
Населення — 49 осіб (2011).
У 1975-1998 роках село належало до Вроцлавського воєводства.

## Демографія
Демографічна структура станом на 31 березня 2011 року:
|          | Загалом | Допрацездатний вік | Працездатний вік | Постпрацездатний вік |
| -------- | ------- | ------------------ | ---------------- | -------------------- |
| Чоловіки | 27      | 3                  | 23               | 1                    |
| Жінки    | 22      | 2                  | 15               | 5                    |
| Разом    | 49      | 5                  | 38               | 6                    |